# Equador nos Jogos Pan-Americanos de 1999
O Equador competiu nos Jogos Pan-Americanos de 1999, em Winnipeg, no Canadá.